# Gotv
gotv war ein privater österreichischer Fernsehsender mit Sitz in Wien, der hauptsächlich Musikvideos sendete. Zielgruppe waren 14- bis 25-Jährige, die mit dem Schwerpunkt in den Bereichen Musik und Freizeitinformationen angesprochen wurden.

## Geschichte
Vorläufer von gotv war der Sender TIV („True Image Vision“), ein ab 1998 nur bei UPC Telekabel in Wien empfangbarer Fernsehsender, der eine Art Kunstprojekt mit diversen stundenweise gesendeten Magazinen war.
gotv wurde von Thomas Madersbacher und Felicitas Hager konzipiert und erstmals 2002 von Geschäftsführer Thomas Madersbacher (der einst Schlagzeuger der Wiener Rock-Band Die Guten war) und dem damaligen Mehrheitsgesellschafter ET Multimedia präsentiert. gotv startete am 1. Oktober 2002 sein Rund-um-die-Uhr-Programm. Ausgestrahlt wurde gotv weiterhin im Kabelnetz von UPC Telekabel in Wien und Umgebung sowie im Netz der niederösterreichischen Kabelsignal. Damit erreichte der laut Eigendefinition „erste österreichische Jugend- und Musiksender“ schon von Beginn an rund eine Million Zuschauer und 50 Prozent aller Kabelhaushalte in Österreich. gotv erreichte in Österreich 3 Millionen Haushalte (80 % aller Haushalte) und in Deutschland 6 Millionen Haushalte. In der Zielgruppe 12 – 49 erreichte gotv 400.000 Zuschauer pro Woche. Auf Facebook hatte gotv 60.000 Fans.
Mit 1. Mai 2004 startete gotv die unverschlüsselte digitale Ausstrahlung seines Programmes via Astra, wodurch der europaweite, gebührenfreie Satelliten-Empfang ermöglicht wurde. Zudem wurde dadurch auch die Einspeisung in lokale Kabelnetzwerke gewährleistet. Mitte Oktober 2014 wechselte der Sender den Satelliten-Sendeplatz von 12663 MHz auf 12692 MHz (Symbolrate: 22000, Polarisation: H, FEC: 5/6).
Ab Ende 2012 war gotv auch via Antenne zu empfangen. Ab 2014 gab es gotv auch als Online-Stream. Am 1. Juni 2022 wurde der Sendebetrieb aus wirtschaftlichen Gründen eingestellt; laut Thomas Madersbacher haben auch die geänderten Sehgewohnheiten der Zielgruppe dazu beigetragen.

## Programm

Ehemaliges Logo

gotv setzte von Anbeginn auf das Konzept, fast ausschließlich Musikvideos zu senden, im Gegensatz zu den „Platzhirschen“ unter den Musiksendern, MTV und VIVA, die seit den späten 1990er Jahren ihre Programmschemata sukzessive mit anderen Formaten wie Dating-Shows, Serien, Dokus etc. füllten und dadurch streckenweise gar keine Musikvideos sendeten. Auf eine Moderation im herkömmlichen Sinn wurde bei gotv gänzlich verzichtet, die meisten Beiträge wurden lediglich durch eine Stimme aus dem Off kommentiert.
Gemäß dem Werbeslogan „gotv – be part of it“ hatten die Zuschauer die Möglichkeit, das Programm mitzugestalten, z. B. im gotv-Corner, einem mobilen Mini-Studio, das zeitweise an verschiedenen Orten in Wien aufgestellt war und in dem jeder, der sein Agieren vor der Kamera für ausstrahlungswürdig hielt, Musikwünsche abgeben und an Gewinnspielen teilnehmen konnte. Des Öfteren wurden auch Zuschauer als Moderatoren eingebunden, indem sie in kurzen Zeitfenstern Bewertungen zu Kinofilmen und Computerspielen abgaben sowie Berichte über lokale Musikfestivals in Österreich und Interviews mit Stars erstellten. In der Sendung „hosted by …“ übernahmen bekannte Musiker die Rolle der Video Jockeys und präsentieren, nachdem sie kurz vorgestellt wurden, eine Auswahl ihrer Lieblingsvideos.
Musikalisch orientierte man sich tagsüber eher an den internationalen Charts, abends und vor allem spätabends war die Musikauswahl im Bereich Independent/Alternative anzusiedeln, was in Österreich gerne FM4-Musik genannt wird (nach dem ORF-Radiosender FM4, dem auf gotv die Sendung „FM4 Charts“ gewidmet war).